# Église Saint-Séraphin-de-Sarov de Paris
Pour les articles homonymes, voir Église Saint-Séraphin-de-Sarov.
L'église Saint-Séraphin-de-Sarov est une église orthodoxe de tradition russe situé au 91, rue Lecourbe, dans le 15e arrondissement de Paris, en France.
L'intérieur de l'édifice, dédié à Séraphin de Sarov, est ravagé par un incendie en 2022, avant d'être restauré l'année suivante.

## Historique
La construction de l'église est financée par les dons, souvent très modestes, des émigrés russes « blancs », ayant fui la révolution d'Octobre, et vivant nombreux dans ce quartier alors populaire. L'édifice est consacré en 1933 par le métropolite Euloge (Guéorguievsky). On y  pratique le rite byzantin. Les offices ont lieu en français et en slavon.
L'église est reconstruite en bois en 1974. Les troncs de deux érables, dont l'un est vivant, s'élèvent à l'intérieur de l'édifice. Parmi les icônes dans l'église, se trouvent des œuvres de sœur Jeanne (Reitlinger) (ru) et de mère Marie Skobtsova.
Elle est détruite par un incendie criminel survenu dans l'après midi du 17 avril 2022,,. Dans la foulée, les offices de la paroisse sont délocalisés à la crypte de l'église Saint-Léon voisine. Dès le 11 avril 2023, l'édifice restauré abrite cependant à nouveau des offices ouverts aux fidèles.

## Paroisse

### Recteurs
- 1933-1939 : Démètre Troïtski
- 1939-1942 : Jean Lélioukhine
- 1942-1961 : Michel Sokolov
- 1961-1981 : Léonide Moguilevski
- 1981-1983 : Nicolas Soldatenkov
- 1983-1994 : Michel Ossorguine
- depuis 1994 : Nicolas Cernokrak[9]

## Galerie

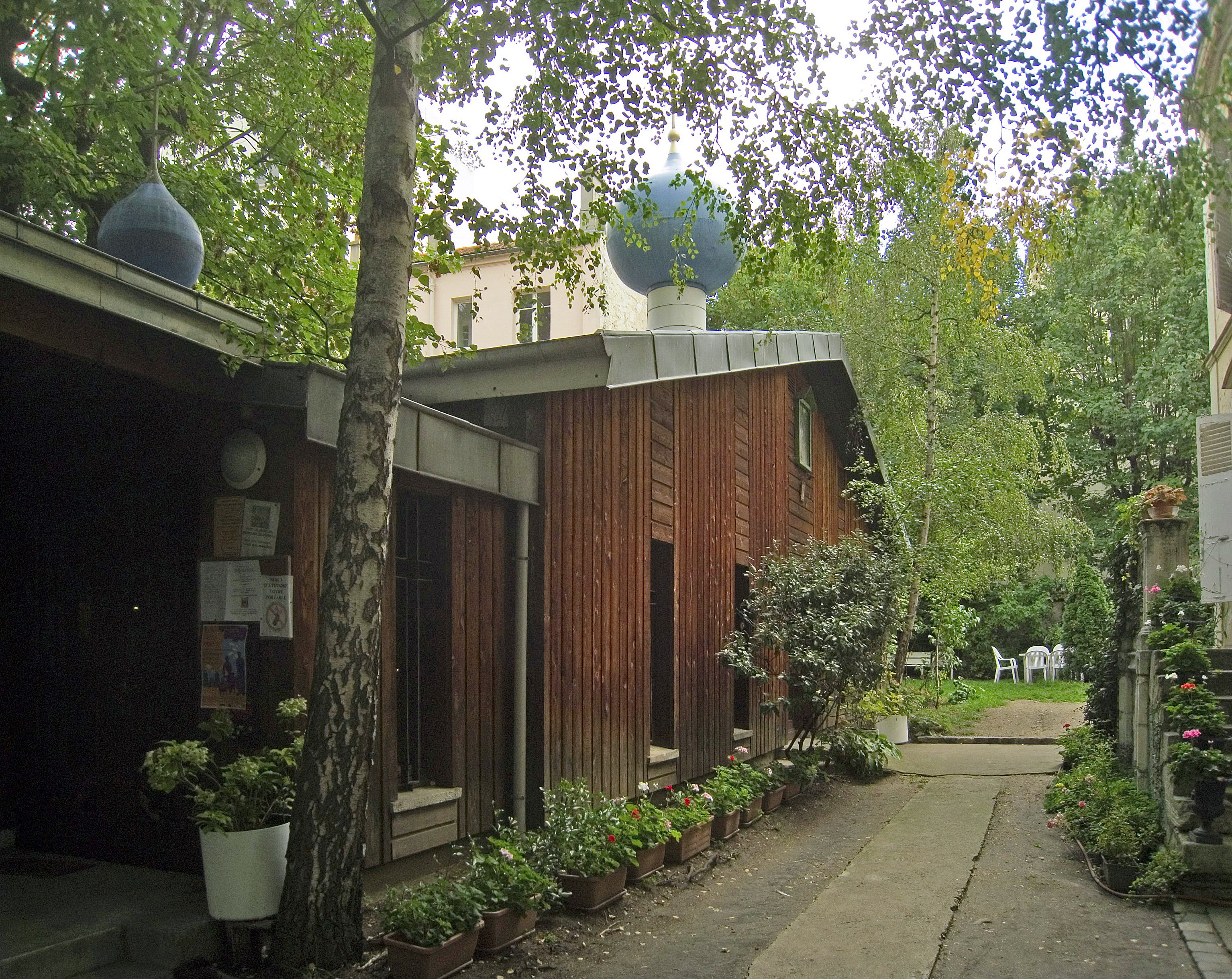
Vue générale.
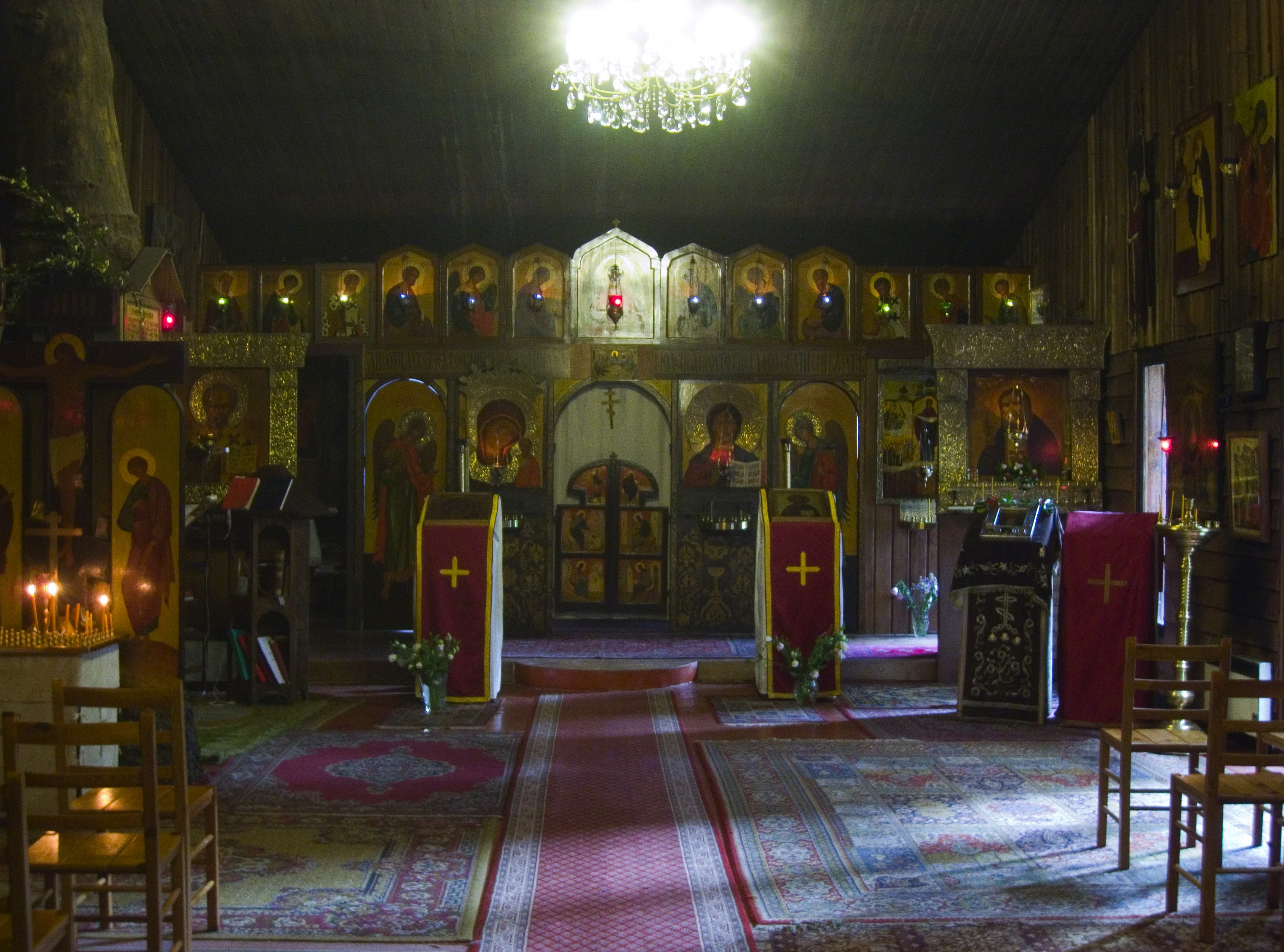
Intérieur.
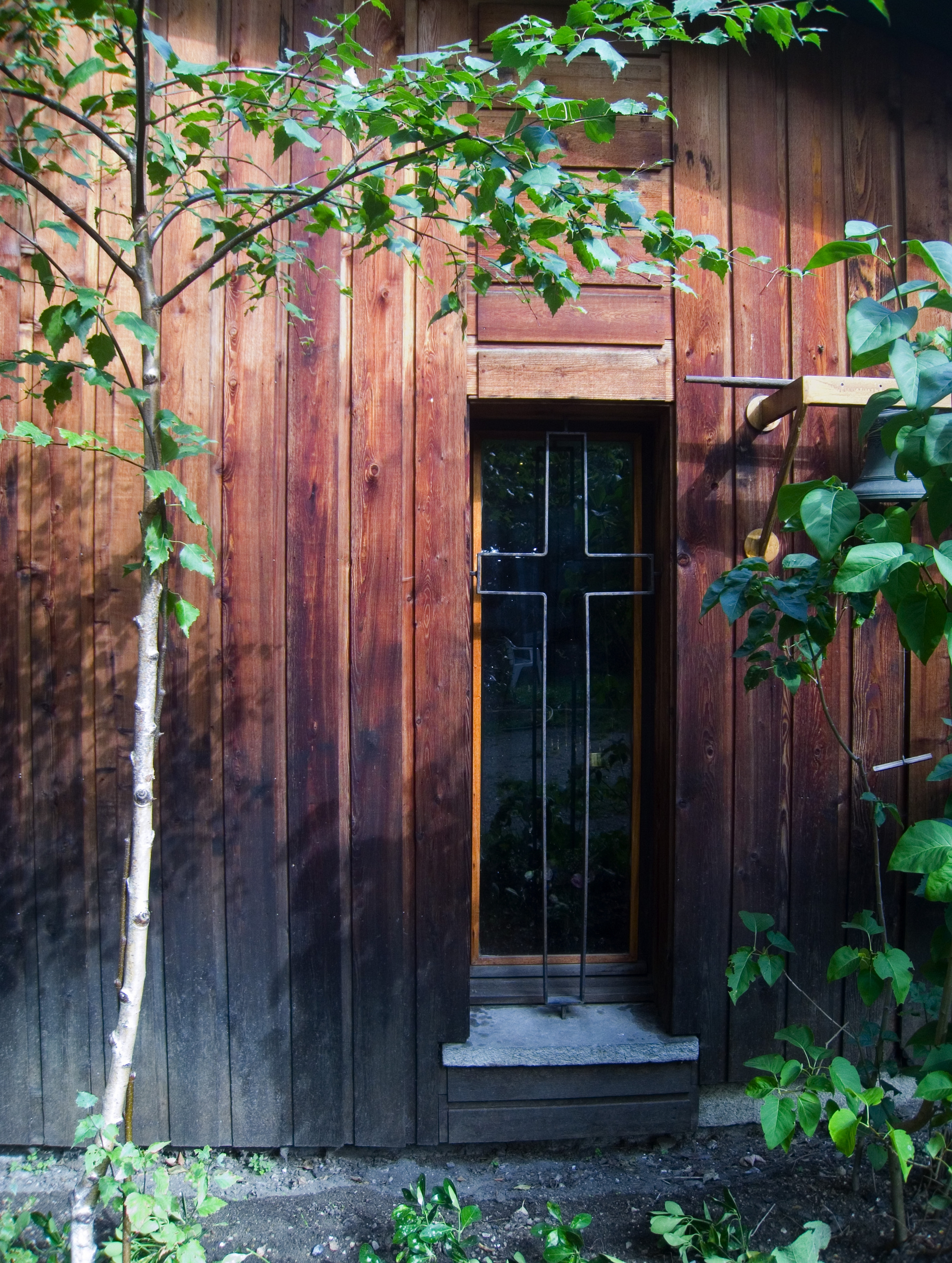
Vitres.

## Dans la littérature
Gabriel Matzneff dépeint l'église dans son roman Voici venir le fiancé, paru en 2006, en la rebaptisant « église des Saints-Boris-et-Gleb ».